# Osteologie

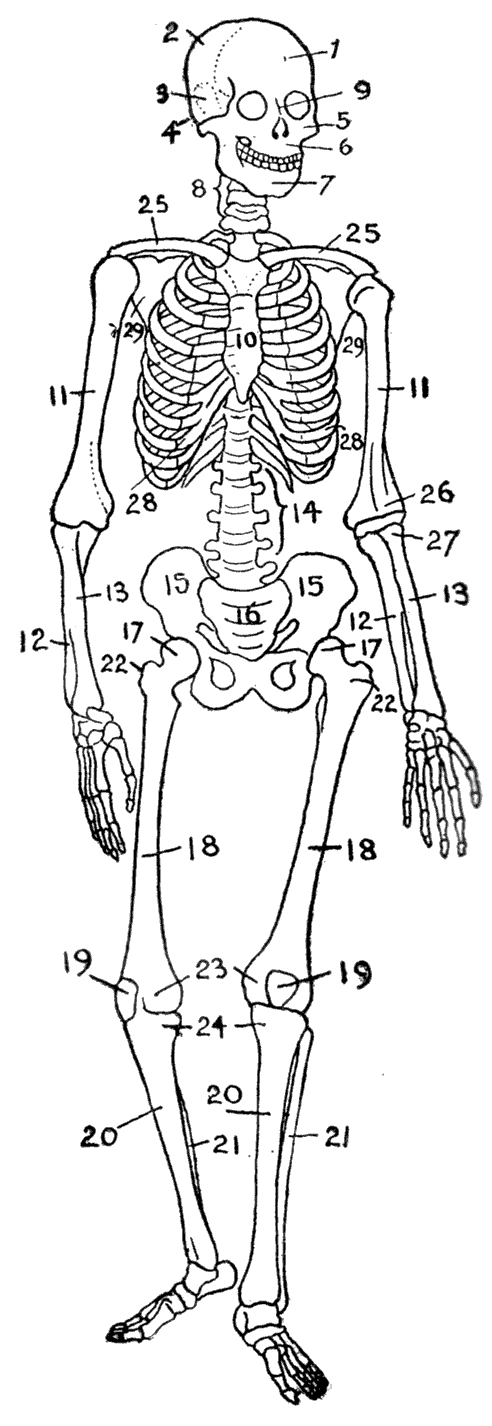
Un schelet uman

Osteologia este ramura anatomiei care se ocupă cu studiul oaselor. Oasele sunt organe dure, rezistente și, într-o oarecare măsură, și elastice. Aceste proprietăți ale oaselor se datorează compoziției chimice a țesutului osos și arhitecturii substanței osoase. Datorită acestora oasele rezistă la presiune, tracțiune și torsiune.
Prin duritatea și rezistența lor, oasele contribuie la determinarea formei corpului, constituind împreună cu articulațiile, suportul părților moi: scheletul. Participă la formarea cavităților anatomice de protecție în care sunt adăpostite organele, de exemplu cutia craniană și canalul vertebral, care adăpostesc encefalul și măduva spinării, cutia toracică, bazinul osos.
După raportul dintre dimensiune, există trei categorii de oase: lungi, late și scurte.
1. Oasele lungi sunt acelea la care lungimea depășește mult lățimea și grosimea și formează în cea mai mare parte, scheletul membrelor.
2. Oasele late sunt acelea la care lățimea și lungimea sunt mai mari decât grosimea. Astfel de oase sunt oasele cutiei craniene, sternul, coxalul.
3. Oasele scurte au cele trei dimensiuni aproape egale. Se găsesc în regiuni cu mișcări variate, dar mai puțin ample, unde este necesară o mai mare soliditate. Astfel de oase sunt: oasele tarsiene, carpiene și vertebrele.

## Scheletul corpului uman
Totalitatea oaselor din corp sunt legate între ele prin articulații, formează scheletul corpului. Forma, structura și modul de legatură a oaselor pentru a forma scheletul corpului uman reprezintă expresia adaptării la condițiile stațiunii și locomoției bipede.   

### Scheletul capului. Craniul
Prin trecerea omului la stațiunea bipedă, capul devine polul superior al corpului sau polul cranial. Totalitatea oaselor capului formează craniul. Acesta este alcătuit dintr-un etaj superior, denumit neurocranian care adăpostește encefalul și altul inferior viscerocranian care adăpoșteste segemtele inițiale ale aparatului de import al materiei cum sunt cavitatea bucală și cavitățile nazale, precum și segmetele periferice ale analizatorilor corticali sau organele de simț.

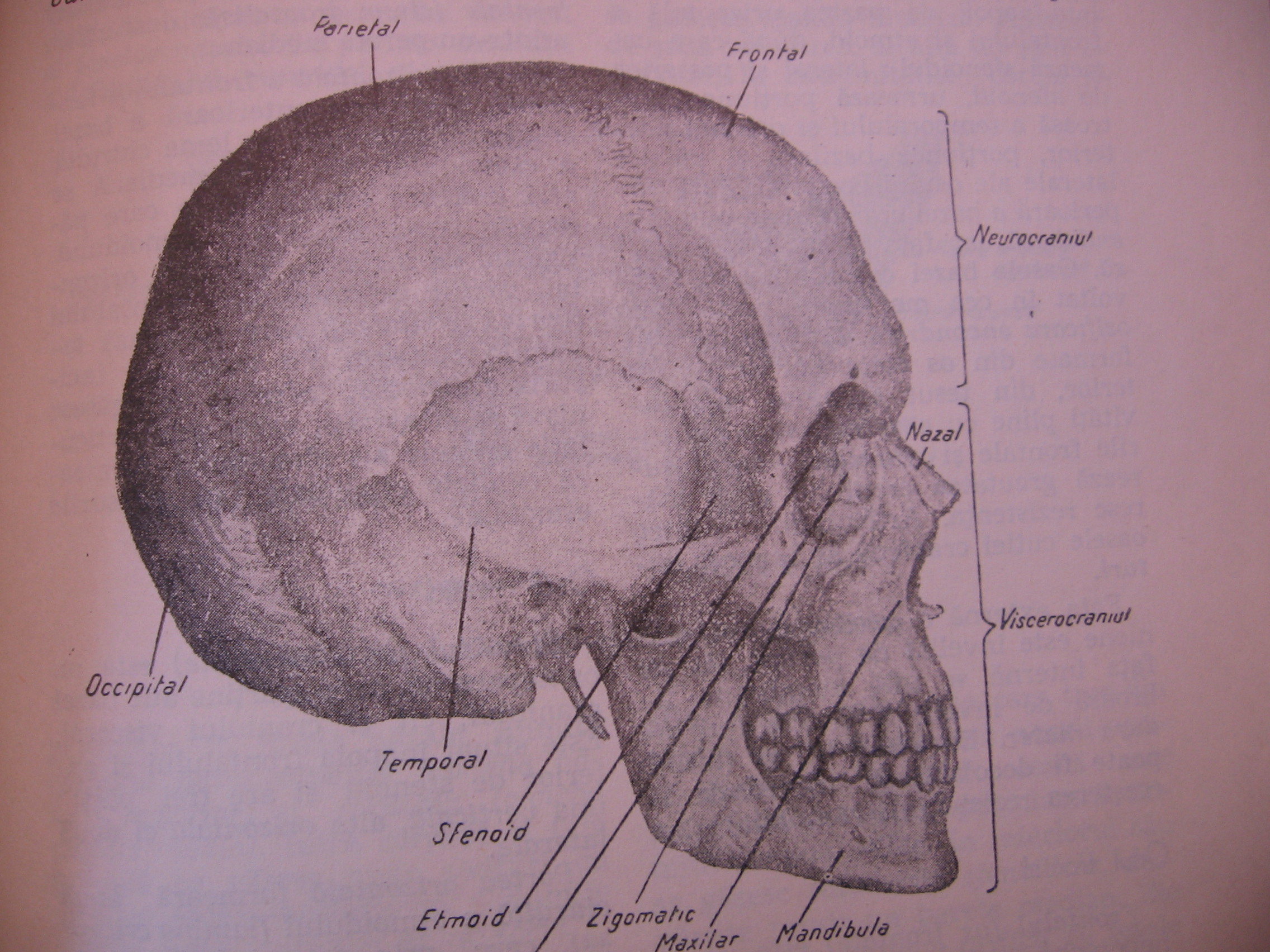
Imaginea 1

#### Neurocranianul
Oasele neurocranianului formează cavitatea în care este adăpostit encefalul denumită cutia craniană. Aceasta este împărțită din punct de vedere topografic în două porțiuni: bolta craniană care corespunde calvariei și baza craniului. Calota craniană este formată anterior de scuama osului frontal, posterior, de scuama occipitalului, iar în părțile laterale de oasele parietale  și scuama oaselor temporale. Oasele bolții craniene sunt oase late. Baza craniului este formată dinainte de partea orizontală a frontalului și etmoid, după care urmează sfenoidul. Oasele bazei craniului s-au dezvoltat în cea mai mare parte prin osificare encondrală.

#### Craniul visceral. Oasele feței
La om, spre deosebire de celelalte mamifere, dezvoltarea craniului neural este mult mai mare decât cea a craniului visceral, datorită creșterii enorme a emisferelor cerebrale. Funcția de masticație, care apare la mamifere și care la om se modifică datorită schimbării felului de alimentație, omul devenind omnivor, precum și apariția limbajului articulat au determinat o nouă organizare și structurare a viscerocraniului. Viscerocraniul s-a situat treptat în evoluția sa direct sub neurocraniu. Viscerocraniul la om este alcătuit dintr-un masiv osos, centrat de osul maxilar și fixat de baza craniului și dintr-un os mobil, mandibula. În total la formarea viscerocraniului participă 14 oase, dintre care 6 sunt perechi și neperechi: vomerul și mandibula.

### Scheletul trunchiului
Scheletul trunchiului este format din coloana vertebrală, coaste, stern, bazin și articulațiile dintre ele.

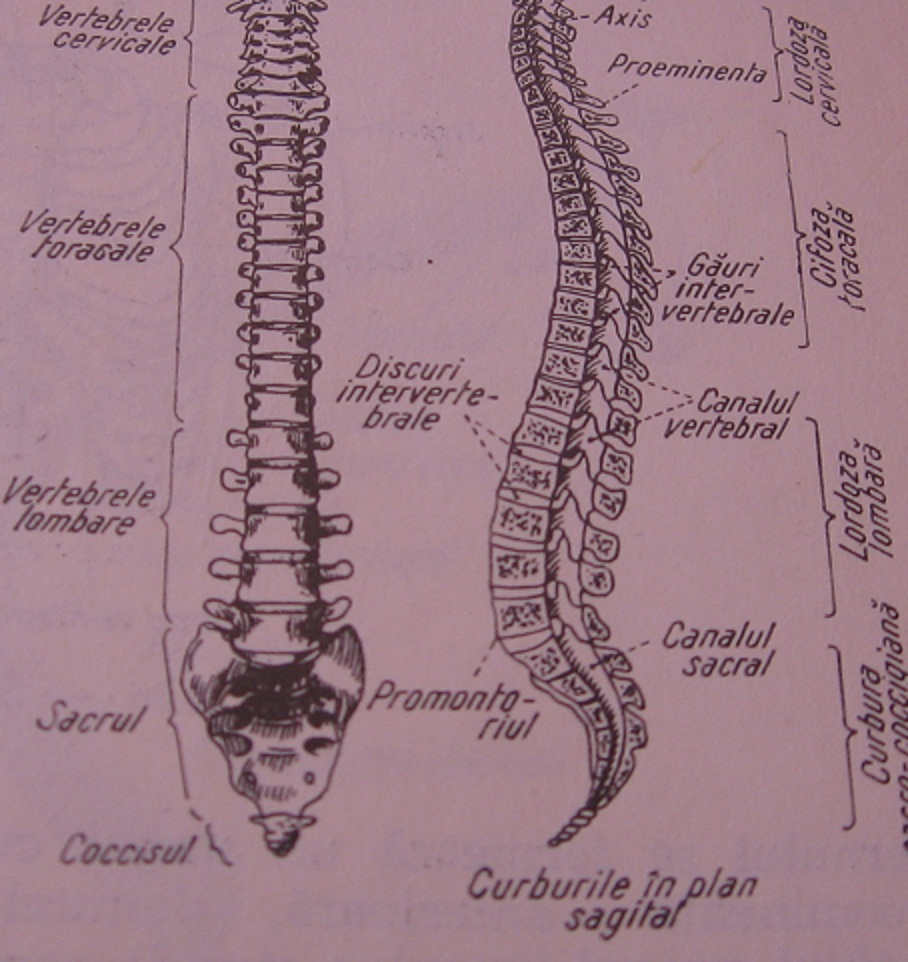
Imaginea 3

#### Coloana vertebrală
Coloana vertebrală este segmentul axial al scheletului trunchiului, este alcatuită la om din 33 – 34 de vertebre. Vertebrele sunt dispuse metameric, una deasupra alteia și sunt împărțite după regiunile cărora le aparțin în: vertebre cervicale, toracale, lombare, sacrale și coccigiene.  O vertebră este alcătuită dintr-o masă osoasă anterioară denumită corpul vertebrei și un arc posterior sudat de corp, denumit arcul vertebrei. Între corpul și acul vertebrei se găsește gaura vertebrală.

#### Scheletul toracelui
Este alcătuit posterior de coloana vertebrală toracală, anterior de stern, iar între acestea de coaste și cartilajele costale. Sternul este un os lat, situat pe linia mediană anterioară a toracelui. El este alcătuit din trei părți: manubriul sterna, corpul sternului și apendicele xifoid. Coastele constituie 12 perechi de arcuri osoase întinse între coloana vertebrală și stern.

### Scheletul membrelor

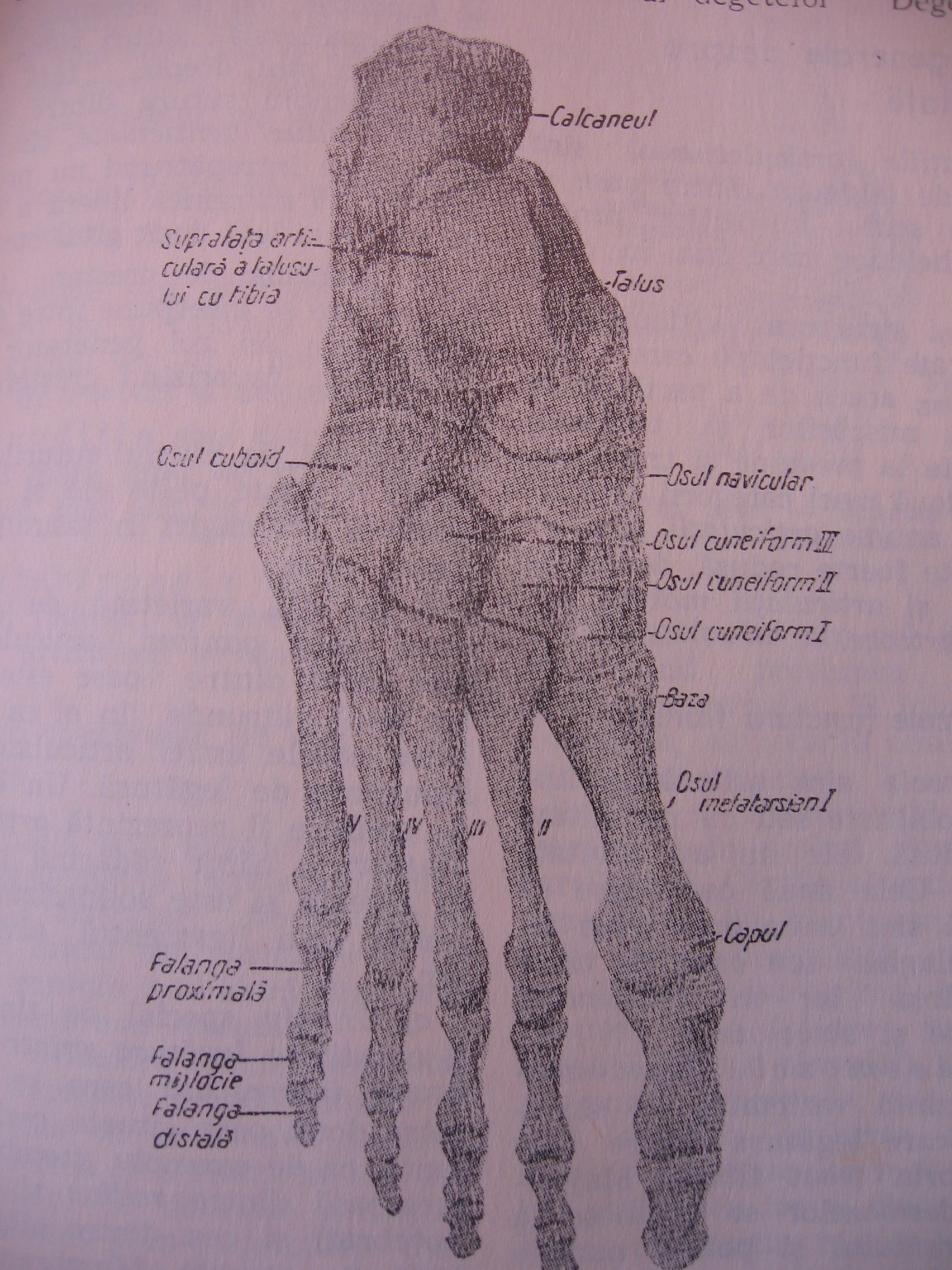
Imaginea 4

#### Scheletul membrelor superioare
Datorită articulației membrelor superioare cu toracele, ele se mai numesc și membre toracice, denumirea folosită mai mult în anatomia comparată. Scheletul membrelor superioare este alcătuit din oasele centurii scapulare  și oasele extremității libere a membrelor superioare. Oasele centurii scapulare sunt clavicula și scapula. Oasele extremității libere a membrelor superioare sunt: osul humerus, care formează scheletul brațului, radius și ulna formând scheletul antebrațului și oasele carpiene, metacarpiene și falangele care formează scheletul mâinii.

#### Scheletul membrelor inferioare
Membrele inferioare se mai numesc și membre pelviene din cauza participării oaselor coxale la formarea bazinului sau a pelvisului. Scheletul membrelor inferioare este alcătuit din oasele centurii pelviene și din oasele extremității libere a membrelor inferioare. Centura pelviană este formată de cele doua coxale. Oasele estremității libere a membrelor inferioare sunt: osul femur care formează scheletul coapsei, tibia și fibula care alcătuiesc scheletul gambei, oasele tarsiene, metatarsiene și falangele care formează scheletul piciorului. Prin funcția de susținere a greutății corpului și deplasare în condițiile stațiunii bipede, oasele membrelor inferioare sunt mult mai voluminoase și au o arhitectonică mult mai complexă decât oasele membrelor superioare.